# Leucania moriutii
Leucania moriutii là một loài bướm đêm trong họ Noctuidae.